# Clifton Fexmo
Grant Clifton Evenholt Fexmo, född 30 december 1940 i Södra Prästholm, död 24 oktober 2020, var en välkänd profil och författare i Luleå.
Fexmo blev lokalkändis genom att under många år sätta in annonser i det lokala annonsbladet, i vilka han, samman med sitt porträtt (ofta iförd plommonstop), presenterade uppgifter om sin karaktär och om saker han sett och gjort, såsom filmer han sett. Formuleringarna i dessa annonser utmärktes inte sällan av absurda språkliga konstruktioner och associationer såsom:
Sysslar med fotografering, kastspö och mete, i övrigt ordningssam.
1994 blev hans tidningsannonser föremål för en konstutställning, arrangerad av konstnärsgruppen Kilen. En representant för föreningen uttalade sig i samband härmed i Norrbottens-Kuriren och beskrev Fexmos annonser som "ett slags konceptkonst, det vill säga en konstform där människan bakom idén eller konstverket lyfts fram i stället för det utställda objektet". Fexmos annonser har också uppmärksammats i två artiklar i tidningen Kapten Stofil.
Fexmo fick ytterligare uppmärksamhet då han medverkade med foton av sin vardag vid Luleå sommarbiennal år 2005.

Han har även omnämnts i Staffan Westerbergs pjäs Storgatan på Norrbottensteatern (2006) såsom exempel på en lokal profil.

Fexmo har även tävlat i terränglöpning och cyklat långdistans; när han tränade löpning så släpade han ett bildäck efter sig, som han drog runt Hertsön i Luleå.
Enligt egen uppgift beror Fexmos något udda förnamn på att hans mor var förtjust i skådespelarna Cary Grant och Clifton Webb; efternamnet Fexmo har han däremot själv tagit som vuxen. Innan namnbytet hette han Eriksson i efternamn.
Fexmo medverkade i den femte säsongen av programmet 100 höjdare den 12 mars 2007.

## Böcker
- Den förste bloggaren (2009) ISBN 9789186115128